# 金西亞·歐芬妮德思
金西亞·歐芬妮德思（1974年8月22日—Kynthia Orfanidis）是荷蘭花式撞球職業選手。

## 比賽成績
- 2005年歐洲錦標賽團體組亞軍
- 2005年荷蘭8號球冠軍
- 2006年荷蘭9號球冠軍
- 2007年荷蘭14.1冠軍
- 2008年安麗盃世界女子花式撞球公開賽第17名
- 2010年安麗盃世界女子花式撞球公開賽24強未晉級

## 特殊事蹟
- 4次荷蘭全國冠軍以及許多全國性冠軍頭銜